# 圓音正考
《圓音正考》是為糾正滿人將漢字翻譯為國書（滿文）時不分尖團音而作的一本輔助讀物，作者不詳。該書初見於清乾隆八年（1743年），由當時的京城存之堂刊行。清道光十年（1830年）由京城書商龔宜古再版，並請滿人烏拉文通校對、作序。清光緒二十六年（1900年）蓋暹竹樵氏手抄本面世。
現時北京大學圖書館藏有此書，網路上亦有本書之掃描件。